# Lautaro López (baloncestista)
Lautaro López (Resistencia, Chaco, 8 de enero de 1999) es un baloncestista argentino. Con una altura oficial de 1.91 metros, juega en la posición de base.

## Trayectoria
Aunque el primer deporte que López practicó fue el rugby en el club Regatas Resistencia, terminó luego jugando al básquet en Villa San Martín. Allí llegó a disputar con el primer equipo del club un torneo de la Asociación de Básquetbol de Resistencia, antes de ser reclutado por San Lorenzo, lo que le permitió actuar en la Liga de Desarrollo y sumar minutos en la Liga Nacional de Básquet. En su único año con el club porteño participó de la conquista del campeonato correspondiente a la temporada 2016-17 de la LNB.
El Saski Baskonia adquirió su pase en el verano de 2017 enviándolo al Baskonia B, su filial en la LEB Plata. Estuvo dos temporadas allí, firmando promedios de 9.3 puntos, 4 asistencias y 3.5 rebotes en 2018/19. Fue promovido al primer equipo en 2019/20, sin embargo no tuvo chances de competir en la ACB, participando únicamente en un partido en la Euroliga ante Anadolu Efes en diciembre de 2019. 
Buscando oportunidades para demostrar su talento, en 2020 aceptó fichar con el Inter Bratislava de la Extraliga Eslovaca. Lideró a su equipo durante la temporada 2020/21, cayendo en las semifinales de los playoffs por el título ante el Levickí Patrioti y alcanzó unos registros de 17.5 puntos, 7.4 asistencias y 7.2 rebotes por partido. Su buen desempeño en ese torneo llamó la atención del club serbio Borac Čačak, que le ofreció un contrato para jugar en la Liga Serbia de Baloncesto y la ABA Liga. Completó la temporada 2021/22 con medias de 7.1 puntos, 4.4 asistencias y 4.2 rebotes en ambas competiciones.
En octubre de 2022 retornó a su país con un contrato temporario para volver a jugar en Villa San Martín. Cuando el club chaqueño entró en el receso de diciembre de La Liga Argentina, López retornó a Eslovaquia para fichar por el resto de la temporada en el Spišskí Rytieri, promediando 16,2 puntos y 4.7 asistencias por encuentro.
En agosto de 2023 fue fichado por el Budapesti Honvéd SE de la Nemzeti Bajnokság I/A de Hungría. Sin embargo en octubre retornó al Spišskí Rytieri, sin haber jugado ningún partido oficial con los húngaros.
Al culminar la temporada en Eslovaquia, retornó a su país para fichar de modo temporario nuevamente con Villa San Martín, club que lo asignó a su equipo del Torneo Pre-Federal Chaco.
En enero de 2025 fue presentado como refuerzo del Kapfenberg Bulls de la Österreichische Basketball Bundesliga.

### Clubes
| Club             | País       | Año             |
| ---------------- | ---------- | --------------- |
| Villa San Martín | Argentina  | 2015 - 2016     |
| San Lorenzo      | Argentina  | 2016 - 2017     |
| Baskonia B       | España     | 2017 - 2019     |
| Baskonia         | España     | 2019 - 2020     |
| Inter Bratislava | Eslovaquia | 2020 - 2021     |
| Borac Čačak      | Serbia     | 2021 - 2022     |
| Villa San Martín | Argentina  | 2022            |
| Spišskí Rytieri  | Eslovaquia | 2022 - 2024     |
| Villa San Martín | Argentina  | 2024            |
| Kapfenberg Bulls | Austria    | 2025 - Presente |

## Selección nacional
López fue miembro de los seleccionados juveniles de baloncesto de Argentina, integrando la camada que disputó el Campeonato FIBA Américas Sub-16 de 2015 en Argentina, el Campeonato Mundial de Baloncesto Sub-17 de 2016 en España, el Campeonato FIBA Américas Sub-18 de 2016 en Chile, el Campeonato Mundial de Baloncesto Sub-19 de 2017 en Egipto y el Campeonato Sudamericano de Baloncesto Sub-21 de 2018 en Argentina entre otros torneos.